# Димитрие Льотич
Димитрие Льотич (на сръбски: Димитрије Љотић) е сръбски политик.
Роден е на 12 август 1891 година в Белград в семейството на личен приятел на бъдещия крал Петър I Караджорджевич. Завършва право в Белградския университет, след което служи в армията през Балканските и Първата световна война. Демобилизиран през 1920 година, той се включва в Народната радикална партия и работи като адвокат. При режима на Александър Караджорджевич за кратко е министър на правосъдието. През 1935 година основава фашисткото Югославско национално движение, което поддържа активни връзки с националсоциалистите в Германия и си сътрудничи с тях при германската окупация на Югославия.
Димитрие Льотич умира в автомобилна катастрофа при Айдовщина (в днешна Словения) при изтеглянето си от настъплението на Червената армия.